# Divize E 2016/2017
V soubojích 26. ročníku Moravskoslezské divize E 2016/17 (jedna ze skupin 4. fotbalové ligy) se utkalo 16 týmů každý s každým dvoukolovým systémem podzim–jaro. Tento ročník odstartoval v sobotu 6. srpna 2016 úvodními sedmi zápasy 1. kola a skončil v neděli 11. června 2017 zbývajícími pěti zápasy 29. kola (kompletní 30. kolo bylo předehráno již ve středu 10. května 2017).

## Nové týmy v sezoně 2016/17
- Z MSFL 2015/16 nesestoupilo do Divize E žádné mužstvo.
- Z Divize D 2015/16 přešla mužstva FK Kozlovice, 1. FC Viktorie Přerov a FK Šumperk.
- Z Přeboru Moravskoslezského kraje 2015/16 postoupilo vítězné mužstvo SC Pustá Polom.
- Z Přeboru Olomouckého kraje 2015/16 postoupilo vítězné mužstvo FK Jeseník.

## Nejlepší střelec
Nejlepším střelcem ročníku se stal Radovan Lokša z FK Nový Jičín, který vstřelil 31 branku ve 30 startech.

## Kluby podle krajů
- Moravskoslezský (8): FC Dolní Benešov, 1. BFK Frýdlant nad Ostravicí, MFK Havířov, FK Nový Jičín, SFC Opava „B“, TJ Lokomotiva Petrovice, SC Pustá Polom, TJ Jiskra Rýmařov.
- Olomoucký (6): SK Hranice, FK Jeseník, FK Kozlovice, FK Nové Sady, 1. FC Viktorie Přerov, FK Šumperk.
- Zlínský (2): TJ Valašské Meziříčí, FC Velké Karlovice + Karolinka.

## Konečná tabulka
| Poř. | Tým                            | Z  | V  | R  | P  | VG | OG | B  |
| ---- | ------------------------------ | -- | -- | -- | -- | -- | -- | -- |
| 1.   | TJ Valašské Meziříčí           | 30 | 20 | 7  | 3  | 66 | 33 | 67 |
| 2.   | SK Jiskra Rýmařov              | 30 | 16 | 10 | 4  | 63 | 34 | 58 |
| 3.   | MFK Havířov                    | 30 | 16 | 4  | 10 | 47 | 40 | 52 |
| 4.   | FK Nový Jičín                  | 30 | 15 | 5  | 10 | 62 | 48 | 50 |
| 5.   | FC Dolní Benešov               | 30 | 14 | 3  | 13 | 50 | 41 | 45 |
| 6.   | FK Jeseník (N)                 | 30 | 12 | 6  | 12 | 56 | 63 | 42 |
| 7.   | SK Hranice                     | 30 | 12 | 5  | 13 | 46 | 53 | 41 |
| 8.   | FK Kozlovice                   | 30 | 12 | 4  | 14 | 47 | 51 | 40 |
| 9.   | FK Šumperk                     | 30 | 12 | 3  | 15 | 52 | 52 | 39 |
| 10.  | TJ Lokomotiva Petrovice        | 30 | 10 | 8  | 12 | 38 | 50 | 38 |
| 11.  | SFC Opava „B“                  | 30 | 11 | 4  | 15 | 36 | 50 | 37 |
| 12.  | 1. BFK Frýdlant nad Ostravicí  | 30 | 11 | 4  | 15 | 40 | 42 | 37 |
| 13.  | FK Nové Sady                   | 30 | 10 | 7  | 13 | 40 | 45 | 37 |
| 14.  | SC Pustá Polom (N)             | 30 | 9  | 9  | 12 | 35 | 42 | 36 |
| 15.  | 1. FC Viktorie Přerov          | 30 | 8  | 9  | 13 | 36 | 49 | 30 |
| 16.  | FC Velké Karlovice + Karolinka | 30 | 5  | 6  | 19 | 26 | 47 | 21 |

Poznámky:
- Z = Odehrané zápasy; V = Vítězství; R = Remízy; P = Prohry; VG = Vstřelené góly; OG = Obdržené góly; B = Body; (S) = Mužstvo sestoupivší z vyšší soutěže; (N) = Mužstvo postoupivší z nižší soutěže (nováček)

|  | Postup do MSFL 2017/18                            |
|  | Přechod do Divize D 2017/18                       |
|  | Sestup do Přeboru Moravskoslezského kraje 2017/18 |
|  | Sestup do Přeboru Olomouckého kraje 2017/18       |
|  | Sestup do Přeboru Zlínského kraje 2017/18         |